# Carnaúba dos Dantas
Carnaúba dos Dantas es un municipio en el estado de Rio Grande do Norte (Brasil), localizado en la región del Seridó, microrregión del Seridó Oriental, mesorregión Central Potiguar. De acuerdo con el censo realizado por el IBGE (Instituto Brasileño de Geografía y Estadística) en el año 2008, su población es de 7.041 habitantes con un área territorial de 245 km². 
Fue creado en 1953.
De interés histórico, se destacan su conjunto de más de 80 sitios arqueológicos, uno de los más importantes de América del Sur en pinturas rupestres.

## Pueblo Ermo
El Pueblo Ermo está en la zona rural del municipio de Carnaúba dos Dantas, donde viven cerca de 350 habitantes.
Se encuentra a 10 kilómetros de Carnaúba dos Dantas y se divide en Ermo, Ermo de arriba y Ermo de abajo.
Ofrece servicios educativos a través del colegio Francisco Macedo Dantas, con educación inicial hasta 9º grado para alumnos de la comunidad y alrededores.
Toda atención médica, dental y de enfermería se lleva a cabo semanalmente en el centro de salud comunitario.
La fábrica de ladrillos Bom Jesus y la fábrica de galletas Bom Jesus generan la mayoría de los puestos de trabajo para la población local. 
Algunas familias también obtienen ingresos a través de la agricultura y la artesanía.
Hay dos mercados, Santana y JS, que venden alimentos y productos de limpieza.
En Ermo, la zona de ocio más concurrida es el balneario Portal do Rio, pero también disponemos de una cancha polideportiva que funciona de domingo a domingo con entrenamientos de fútbol sala y voleibol.
Por mucho que el pueblo sea un lugar pequeño, es muy acogedor.